# فاسيلي تشويكوف
فاسيلي إيفانوفيتش تشويكوف (الروسية: Васи́лий Ива́нович Чуйко́в)، (12 فبراير 1900 − 18 مارس 1982) مارشال الاتحاد السوفيتي، اشترك في الحرب الأهلية (1918 - 1920) والحرب الوطنية الكبرى (1941-1945) ولد في عائلة فلاحية في قرية سيريبرينيي برودي في محافظة موسكو، وقاد الجيش 62 الذي لعب دوراً مشرفاً في الدفاع عن ستالينغراد وفي معركة الدنيبر، وعمليات تحرير أوكرانيا وبولندا الغربية، وفي المعارك داخل ألمانيا ومعركة برلين.
أصبح بعد الحرب القائد الأعلى للقوات السوفيتية في ألمانيا ثم أصبح قائداً لقوات منطقة كييف العسكرية، ثم قائداً للقوات البرية، وبعد ذلك أصبح قائد الدفاع المدني في الاتحاد السوفيتي.
و في الأيام الأخيرة أصبح مفتشاً عاماً لوزارة الدفاع في الاتحاد السوفيتي، لقد فاز مرتين بلقب بطل الاتحاد السوفيتي نظراً لجدارته القتالية ولكونه قائداً فذاً.

## وصلات خارجية
- فاسيلي تشويكوف على موقع الموسوعة البريطانية (الإنجليزية)
- فاسيلي تشويكوف على موقع الموسوعة البريطانية (الإنجليزية)
- فاسيلي تشويكوف على موقع مونزينجر (الألمانية)